# Cécile Viboud
Cécile Viboud est une épidémiologiste française, membre du personnel scientifique basée au Fogarty International Center des National Institutes of Health, où elle fait partie de la Multinational Influenza Seasonal Mortality Study (MISMS). Viboud est spécialisée dans la mortalité des maladies infectieuses. Viboud a participé à l'analyse épidémiologique pendant la pandémie de Covid-19.

## Formation
Viboud vient de France. Elle obtient son diplôme de premier cycle en génie biomédical à l'Institut National des Sciences Appliquées (INSA) de Lyon. Elle intègre l'université Pierre-et-Marie-Curie (UPMC) pour ses études supérieures, où elle se spécialise en santé publique. Viboud complète son doctorat à l'UPMC, où elle travaille sous la direction d'Antoine Flahault. Elle étudie la propagation des épidémies de grippe grâce à l'utilisation d'une méthode d'analogues. La méthode des analogues est un modèle emprunté à la météorologie, utilisant des vecteurs d'épidémies grippales historiques qui correspondent à l'activité actuelle,. 

## Recherche et carrière
Viboud est membre du Fogarty International Center des National Institutes of Health. Elle fait partie de la Multinational Influenza Seasonal Mortality Study (MISMS). Elle y étudie le poids de la mortalité et la dynamique de transmission des maladies infectieuses. 
Elle mène des recherches approfondies sur l'épidémiologie de la grippe. En 2016, Viboud démontre que le premier cas de grippe d'une personne influence sa probabilité ultérieure d'être infecté,. Par exemple, si des personnes sont exposées à une souche particulière de grippe dans leur enfance, elles seraient 75 % moins susceptibles de la contracter à l'avenir. Viboud étudie également l'impact de l'urbanisation sur l'intensité des épidémies de grippe. Elle a montré que des épidémies plus diffuses se produisent dans les grandes villes, moins sensibles aux changements climatiques. Dans ces villes, les gens vivent si près les uns des autres que le virus peut se propager facilement d'une personne à l'autre. Dans un effort pour mieux prédire l'activité des maladies de type grippal, Viboud a examiné s'il était possible de les prévoir à l'aide des informations sur la fréquence cardiaque fournies par les trackers d'activité . 
Pendant la pandémie de COVID-19, Viboud participe aux efforts internationaux visant à collecter, conserver et diffuser des informations épidémiologiques sur le SRAS-CoV-2 ,. Dans le cadre de cet effort, elle surveille le délai entre l'apparition des symptômes et la visite d'un établissement médical. Elle a découvert que les personnes de la province du Hubei qui présentaient des symptômes du SARS-CoV-2 attendaient plus longtemps avant de demander de l'aide que dans d'autres parties de la Chine, ou même à l'étranger. Le délai entre l'apparition des symptômes et la visite d'une clinique a diminué tout au long du mois de janvier, ce que Viboud associe à une augmentation des reportages et du partage de contenu sur les réseaux sociaux. Elle pense qu'un réseau social participatif, collaboratif et axé sur les médecins aidait à compiler les premières données sur le SRAS-CoV-2, ainsi qu'à suivre la progression de l'épidémie. Ces efforts ont permis de diffuser des informations actualisées et correctes lorsque des données limitées étaient disponibles. Elle a également étudié pourquoi il y a si peu de cas de COVID-19 dans les populations plus jeunes. 
Tout au long de février et mars 2020, Viboud a continué à surveiller l'évolution de l'épidémie, cherchant à décrire l'épidémiologie et la dynamique de transmission du SRAS-CoV-2 alors qu'il se propageait au-delà de la province du Hubei,,. Ses découvertes ont identifié que l'infectiosité a culminé au début de la maladie et que la transmission peut se produire avant même que les symptômes ne se manifestent. Elle pense qu'à mesure que la pandémie progressait dans le monde, la distanciation sociale a réduit le temps de transmission communautaire. 
Viboud évalue l'impact des restrictions de voyage sur la propagation du SRAS-CoV-2, à partir des restrictions de voyage hors de Wuhan à partir du 23 janvier. Elle identifie que l'interdiction de voyager à Wuhan n'a retardé la propagation vers la Chine continentale que de 5 jours, mais a empêché la propagation internationale jusqu'à la mi-février. En avril 2020, Viboud déclare que le nombre d'Américains qui avaient perdu la vie à cause du SRAS-CoV-2 était probablement considérablement plus élevé que ce qui avait été officiellement signalé,.  Tout au long de la pandémie de COVID-19, Viboud participe à des conférences téléphoniques régulières avec les Centers for Disease Control and Prevention pour fournir des conseils d'experts sur la pandémie en cours. Elle a documenté son travail sur le COVID-19 avec le Center for Disease Dynamics, Economics & Policy (en).

## Publications (sélection)
- Goodwin, Viboud et Simonsen, « Antibody response to influenza vaccination in the elderly: A quantitative review », Vaccine, vol. 24, no 8,‎ 20 février 2006, p. 1159–1169 (ISSN 0264-410X, PMID 16213065, DOI 10.1016/j.vaccine.2005.08.105)
- Mockenhaupt, Viboud, Dunant et Naldi, « Stevens–Johnson Syndrome and Toxic Epidermal Necrolysis: Assessment of Medication Risks with Emphasis on Recently Marketed Drugs. The EuroSCAR-Study », Journal of Investigative Dermatology, vol. 128, no 1,‎ janvier 2008, p. 35–44 (ISSN 0022-202X, PMID 17805350, DOI 10.1038/sj.jid.5701033)
- Viboud, Bjørnstad et Smith, « Synchrony, Waves, and Spatial Hierarchies in the Spread of Influenza », Science, vol. 312, no 5772,‎ 21 avril 2006, p. 447–451 (PMID 16574822, DOI 10.1126/science.1125237, Bibcode 2006Sci...312..447V)